# Lala Pasquinelli
Lala Pasquinelli   (La Emilia, 1976) és una artista, poeta, advocada i activista argentina. És la fundadora de Mujeres Que No Fueron Tapa, una organització que critica la representació de les dones als mitjans.
El 2023, va ser inclosa com una de les 100 dones de la BBC.

## Joventut i carrera professional
Pasquinelli va néixer l'any 1976, a l'Emília (Província de Buenos Aires, Argentina), en una família de classe mitjana baixa.
Quan tenia cinc anys d'edat, motivada per problemes econòmics, la seva família es va traslladar a Junín, Buenos Aires. El seu avi va obrir una fleca, on passava gran part del seu temps llegint diverses revistes. Les revistes parlaven sobretot de celebritats i moda femenina, però l'any 1989 van parlar de la campanya i l'elecció de Violeta Chamorro, la primera dona presidenta de Nicaragua. Pasquinelli va citar aquesta experiència, d'aprendre que era possible que una dona liderés un país, com a molt important per a ella.
Va formar part de la primera generació de la seva família que va anar a la universitat, i va exercir com a advocada des del 2000 fins al 2017. Va marxar després d'adonar-se que preferia dedicar-se a l'art i l'activisme. Per a ella, l'art és una experiència i una eina per comunicar i considera que l'art transforma visions i entorns.

## Activisme
El 2015, va ajudar a fundar Mujeres Que No Fueron Tapa (MQNFT), un moviment d'art i activisme que visibilitza la manera desigual en què els mitjans mostren la imatge d'homes i dones i reprodueixen estereotips de gènere alhora que intenta canviar o furonejar les conseqüències que porten aquestes representacions. Es preguntava com hauria estat la seva vida si hagués crescut veient dones científiques, activistes, polítiques i, en definitiva, veient altres cossos femenins. L'organització va ser creada originalment com un projecte artístic de Pasquinelli per criticar com la moda afectava a la dona; interessada per la moda «com a dispositiu d'opressió dels cossos de les dones i de la construcció de la identitat» va començar a fer obres de collage representant altres dones fora de la visió hegemònica de dona jove sexualitzada que mostraven les revistes de moda. No obstant això, ràpidament es va generalitzar i es va traslladar a discutir la manera en què les dones estaven representades als mitjans de comunicació i a la publicitat, a través de l'art visual.
També fa un podcast amb entrevistes a dones que protagonitzen canvis per visibilitzar la seva història amb el mateix nom del projecte Mujeres Que No Fueron Tapa. Afirma que «Necessitem veure les dones que estan fent coses interessants; saber que abans de nosaltres algú va fer el que voldríem fer, ho torna possible. Necessitem conèixer les dones referents que ens han obert camí per poder seguir-les».
El 2017 va guanyar una beca per a un seminari d'innovadors culturals a Salzburg i després d'haver compartit amb artistes, activistes, gestors culturals de tot el món, va tornar d'aquesta trobada amb la idea que la tecnologia podria democratitzar el món desmuntant la representació de les dones als mitjans i que les escoles i docents que volguessin portar la seva proposta a l'aula podrien fer-ho sense que ella participarà al furoneig. Per això va organitzar el Festival de Hackeo de Revistas y Estereotipos, una proposta pedagògica que acosta aquesta temàtica a escoles secundàries de tota l'Argentina per compartir-la i que el professorat la pogués utilitzar. Tot i que la seva plataforma de comunicació és digital Lala Pasquinelli és crítica respecte a com les xarxes socials potencien l'ensinistrament social amb els algorismes condicionant-nos a poc a poc.
A instagram, a través de l'etiqueta #RebeliónDeLasF.E.A.S., recull de forma anònima testimonis de dones sobre les seves experiències personals en temes com l'edat, la vergonya que senten per tenir pèls en alguna part del cos o quan li han dit què han de fer dieta i qui va ser, entre altres temàtiques.
El 2017, juntament amb Melina Masnatta, una companya activista, va presentar un seminari sobre innovació cultural. Mentre estava allí, va aprendre sobre com es podria utilitzar la tecnologia com a forma de difondre el seu missatge. Com a resultat d'aquesta experiència, ella i MQNFT han col·laborat amb Wikimedia Argentina per produir el Festival de Hackeo de Estereotipos anual, un esdeveniment d'una setmana que pretén ensenyar als nens de tota l'Argentina a identificar els estereotips de gènere als mitjans. El nom es va inspirar en el Manifest Hacker. El 2018, el projecte ha treballat amb més de 250 escoles. El 2023, l'organització va llançar una versió en anglès del programa.
A més, pertany al grup Economía Femini(s)ta i el 2019, com a especialista en Dret, va treballar en un projecte de llei perquè l'Estat garanteixi l'accés de forma gratuïta a productes menstruals a dones i noies de baixos recursos.
El 2021 és una de les protagonistes de Voces d'E! Entertainment, un documental per qüestionar els estereotips i que vol trencar amb els cànons de bellesa. Recull la veu de 350 dones de Llatinoamèrica entre elles es troben a més de Pasquelli, Cecília Roth, Belky Arizala, Michelle Rodríguez i Yásnaya Aguilar.
L'any 2023 va crear l'etiqueta #HermanaSoltáLaPanza (germana deixa anar la panxa), per parlar de la naturalesa generalitzada de les dietes entre les dones. El novembre del mateix any va aparèixer a la llista 100 dones de la BBC, com a resultat del seu activisme.

## Vida personal
Pasquinelli és lesbiana.